# 山里隧道
山里隧道，是台灣鐵路管理局臺東線位於山里至臺東間的鐵路隧道。
本文包含以下八座隧道：
- 山里隧道：2013年8月29日啟用之雙軌隧道。全長5,300公尺。
- 山里一號～七號隧道（山里隧道群）：1982年啟用，與山里隧道平行之七座連續單線隧道。2013年8月29日起停用。

## 山里隧道
山里隧道於2013年8月29日啟用，全長5,300公尺，是臺鐵第五長隧道，也是台鐵東部幹線第二長的隧道（僅次於北迴線的新觀音隧道），更是目前臺東線最長的隧道，貫穿中央山脈東麓，隧道全線為雙軌電氣化。
此隧道為「花東線電氣化暨瓶頸路段雙軌化工程」改善項目之一，為取代山里＝臺東間原本淨空不足的七座單線連續隧道（後述），故於西側之新建雙軌隧道。山里隧道於2012年3月4日提前貫通，並於2013年8月29日清晨切換路線通車，是電氣化改善工程的四座新建隧道中最先完成的。隧道內軌道採用「彈性PC軌枕防振直結軌道」，可容許電氣化列車以時速130km/h高速通過。
新山里隧道最初規劃為六座連續隧道，後因隧道南口位於土石流潛勢區域內，為了避免土石流災害的影響，決定降低隧道高程而全部連為單一隧道，並延伸南口長度。

## 山里隧道群
山里一號～七號隧道為臺東線拓寬工程時新建之七座隧道，於1982年6月26日啟用，位於東拓新線之山里＝卑南（今臺東）間，取代原本繞經初鹿一帶的窄軌舊線。
東改電氣化時，因七座隧道皆為單線且淨空不足，決定於西側另建雙軌隧道（前述山里隧道），並於2013年8月29日切換路線至山里隧道同時停用此七座隧道。
各隧道長度：
- 山里一號隧道：272公尺
- 山里二號隧道：260公尺
- 山里三號隧道：364公尺
- 山里四號隧道：202公尺
- 山里五號隧道：448公尺
- 山里六號隧道：1380公尺
- 山里七號隧道：1016公尺

其中，四號、五號隧道已連成單一隧道。
此七座隧道停用後，臺東縣政府計畫將舊隧道改建為自行車道，可沿卑南溪畔眺望小黃山。

## 外部連結
- 花東電氣化計畫（鐵路改建工程局） （页面存档备份，存于）